# Vår Frälsares katolska församling

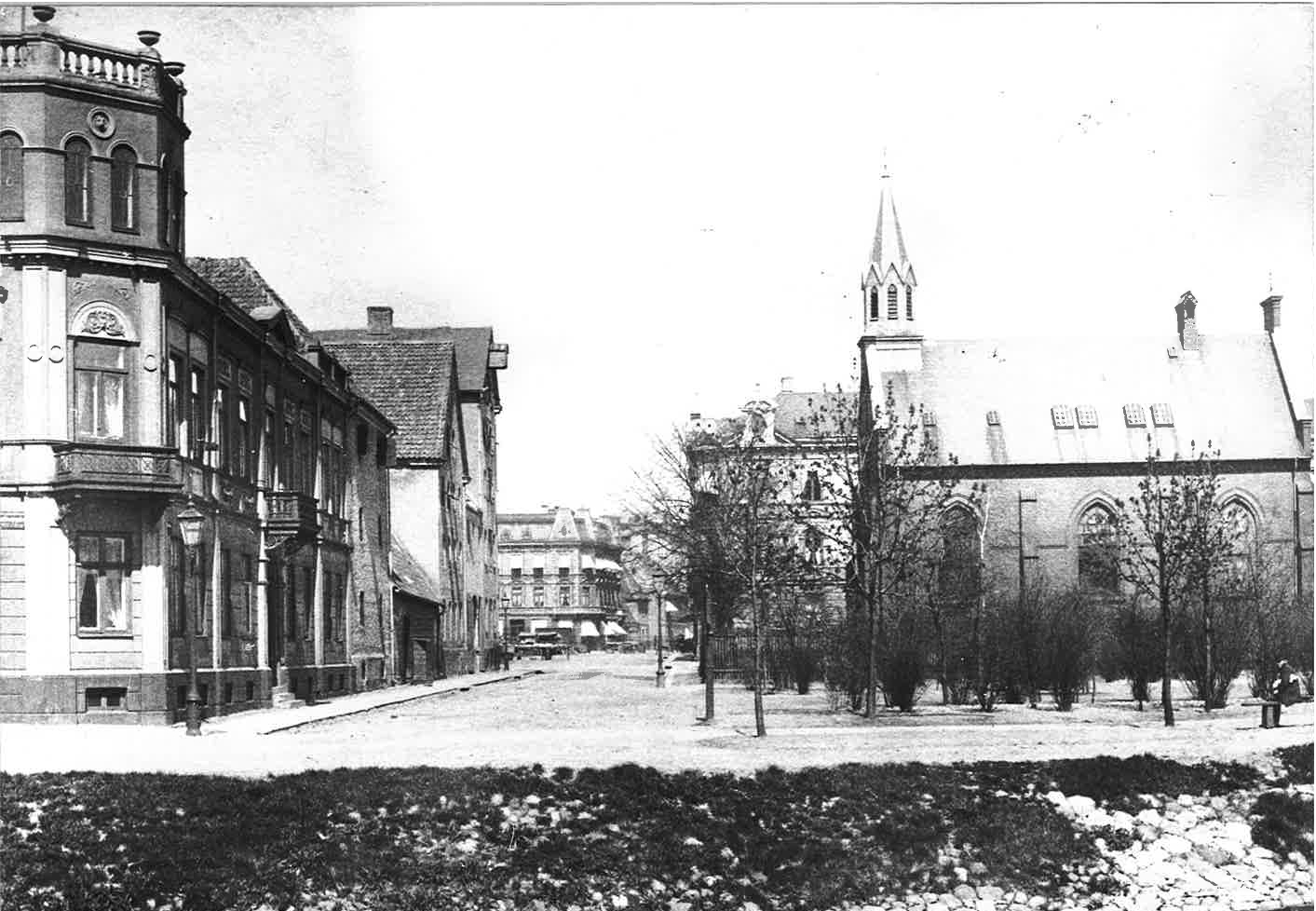
Kanalgatan i Malmö, med gamla Vår frälsares kyrka till höger. Vid gatans slut ligger Gustav Adolfs torg.

Vår Frälsares församling är en romersk-katolsk församling i centrala Malmö. Den tillhör Stockholms katolska stift. Församlingen grundades 1870 och förste kyrkoherde var Bernhard zu Stolberg. 
Mellan 1872 och 1960 fanns församlingens kyrka där Raoul Wallenbergs park nu ligger, i hörnet från Gustav Adolfs torg. Den hette först Jesu heliga hjärtas kyrka men eftersom namnet uppfattades som provocerande katolskt bytte man ut namnet till Vår frälsares kyrka. Kyrkan blev för liten, så en ny byggdes i Hästhagen. 
Den nya kyrkan, som är ritad av Hans Westman, invigdes den 9 april 1960 av kyrkoherde Bernhard Koch. Den gamla kyrkan revs samma år.

## Diskografi
- Guido Vecchi, violoncell, Bedrich Janacek, orgel, i Vår Frälsares katolska kyrka, Malmö. LP. Mastersound MRSLP-1075. 1977.